# District d'Esil (Kazakhstan-Septentrional)
Ne doit pas être confondu avec District d'Essil.
Le district d'Esil (en kazakh : Есіл ауданы, Esil aýdany) est un district de l'oblys du Kazakhstan-Septentrional, dans le nord du Kazakhstan. Son centre administratif est le selo de Yavlenka.

## Géographie

### Climat
L'ensemble de lu district se situe à 150-200 m d'altitude. Son climat est de type continental : la température moyenne en janvier est de -19°C, en juillet  20°C. Les précipitations annuelles moyennes sont de 300-350 mm. La rivière d'Essil (ou Ichim) traverse le district.

### Géologie
Le district d'Esil est situé dans une zone de type forêt/steppe ; c'est pour cette raison que ses terres sont principalement caractérisées par un sol noir. Ses plaines intertidales sont caractérisées par des sols noirs carbonatés ; la zone steppique par des sols noirs solonetziques, et les forêts par des sols noirs violets. 

### Faune et flore
La faune du district se compose principalement de :
- mammifères : loups, renards, corsacs, lapins, écureuils, marmottes, campagnols, rats musqués ;
- oiseaux:  aigles, perdrix, faucons, oies, canards, cygnes, pigeons, cailles, grues ;
- poissons : brochet, alevins, perches, silures

Sur les rives de l'Ichim poussent principalement des herbes mélangées de diverses herbes, de la luzerne, des bouleaux mélangés à des peupliers et des pins, des plantes marécageuses sur les rives du lac, des céréales sur les pâturages de la rivière.

## Activité humaine

### Population
| Année | Population | Source      |
| ----- | ---------- | ----------- |
| 2009  | 28 552     | Recensement |
| 2013  | 26 615     | Estimations |

### Activité
L'activité principale du district est l'agriculture, avec 454,9 milliers d'hectares de terres agricoles, dont environ 70 % consacrés à la culture de céréales. 
L'élevage y est spécialisé dans les bovins, les chevaux, les moutons et les porcs. 
Dans le domaine des services industriels et domestiques, il y a deux moulins à huile, une usine de viande et d'os, une boulangerie, une imprimerie, ainsi qu'une école professionnelle, un lycée agricole, 54 lycées, 56 centres médicaux, 3 hôpitaux, 10 cliniques ambulatoires, 43 centres paramédicaux.